# Okręg wyborczy Belfast Duncairn
Okręg wyborczy Belfast Duncairn powstał w 1918 r. i wysyłał do brytyjskiej Izby Gmin jednego deputowanego. Okręg obejmował dzielnicę Duncairn w północno-wschodniej części Belfastu. Został zlikwidowany w 1922 r.

## Deputowani do brytyjskiej Izby Gmin z okręgu Belfast Duncairn
- 1918–1921: Edward Carson, Irlandzka Partia Unionistyczna
- 1921–1922: Thomas McConnell, Ulsterska Partia Unionistyczna